# Pertini fra le nuvole
Pertini fra le nuvole è una graphic novel scritta e disegnata da Gianluca Costantini in collaborazione con Elettra Stamboulis e pubblicato da Edizioni BeccoGiallo nel 2014; è una biografia di Sandro Pertini narrata attraverso le tappe più significative, dal periodo giovanile a quello in cui fu Presidente della Repubblica Italiana raccontata inserendo come spalla Andrea Pazienza, un autore di fumetti che realizzò nel 1983 una celebre serie di vignette e di storie a fumetti su Pertini stesso. I singoli capitoli della vita di Pertini vengono realizzati dal disegnatore con stili differenti che si rifanno a note serie a fumetti come Charlie Brown, Mafalda, Braccio di Ferro o Asterix e il personaggio di Pertini viene caratterizzato come i personaggi protagonisti di queste serie mentre Pazienza, in qualità di spalla, viene realizzato come le relative spalle dei personaggi citati.